# Liturgusa
Genre
Liturgusa est un genre d'insectes de la famille des Liturgusidae (ordre des Mantodea). 

## Répartition
Les espèces de ce genre se rencontrent en zone néotropicale depuis l'Amérique centrale jusqu'en Amérique du Sud,,. Elles sont présentes dans une zone comprise entre le centre du Mexique et la Dominique jusqu'au Sud du Brésil et de la Bolivie en passant par le centre du Venezuela et le Sud du Pérou.
L'espèce Liturgusa maya a été introduite dans le Sud de la Floride.

## Habitat
La grande majorité des espèces du genre habite les forêts tropicales humides mais certaines ont également été trouvées dans des forêts saisonnièrement sèches d'Amérique centrale et d'Amérique du Sud. 
Toutes les espèces de Liturgusa sont strictement associées à l'habitat de l'écorce des arbres et vivent presque exclusivement sur les troncs et les branches des arbres.

## Comportement
Les Liturgusa ont de longues pattes mais sont aplaties dorso-ventralement et tiennent leur corps près du substrat. Comme les autres mantes, elles sont des prédateurs qui utilisent essentiellement la vue et se déplacent extrêmement rapidement ce qui est un atout pour la chasse mais également pour échapper aux prédateurs. Lorsqu'ils sont surpris, les individus courent souvent rapidement du danger perçu vers le côté opposé du tronc d'arbre. Le répertoire comportemental des Liturgusa comprend des tactiques de fuite telles que le saut et le voltige au sol, ainsi que la feinte de la mort par l'immobilité, un comportement connu sous le nom de thanatose,. Les adultes de toutes les espèces de Liturgusa conservent des ailes fonctionnelles, mais seules quelques-unes ont été observées en train de voler. Il existe des observations de Liturgusa volant vers des pièges lumineux la nuit et il est possible que le vol soit utilisé comme comportement de fuite,.
Des adultes et des nymphes de Liturgusa ont été observés ensemble sur le même arbre ce qui suggère un chevauchement des générations dans le même habitat, mais les soins parentaux n'ont pas été documentés. Les femelles pondent leurs petites oothèques sur l'écorce des arbres. L'oothèque elle-même est largement sphérique et se rétrécit en un tube qui s'éloigne de la base. Les œufs sont pondus à l'intérieur de la base arrondie et les nymphes, une fois écloses, sortent en rampant par le tube allongé.

## Description

### Diagnose
Ce genre regroupe de petites espèces avec le thorax court ou moyen.
La nervure discoïde de l'aile est indivisée ou fourchue chez le mâle et la femelle. Les élytres et les ailes sont plus ou moins allongés chez les deux sexes. Les élytres sont opaques chez le mâle et femelle. Les ailes sont larges et colorées chez les femelles.
Les plaques supra-anales sont allongées. Chez les femelles l'abdomen et les fémurs antérieur sont larges.

### Description détaillée

#### Le corps
La coloration générale de toutes les espèces de Liturgusa varie sur la base d'un motif tacheté ou de camouflage qui incorpore le noir, le brun, le beige pâle, le blanc ou le gris, et parfois des nuances de vert. Les motifs tachetés peuvent être diffus ou très contrastés avec des régions blanchâtres jouxtant des taches ou des éclaboussures noires. Toutes les espèces sont aplaties dorso-ventralement avec des pattes disproportionnées par rapport à la longueur du corps qui peut atteindre 29 mm chez le mâle et 52 mm chez la femelle.

#### La tête

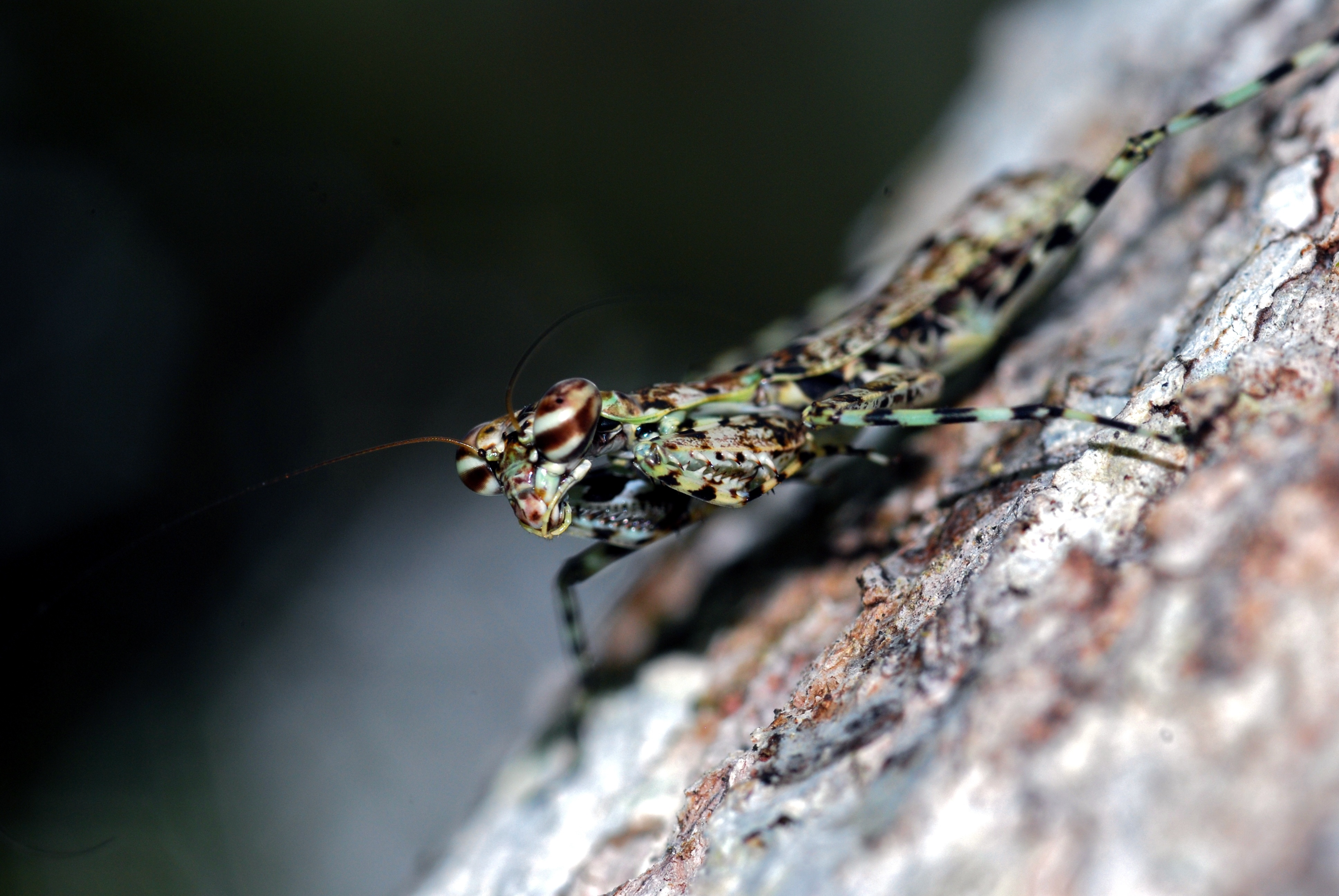
Liturgusa maya

Elle est plus large que longue avec de grands yeux arrondis dépassant le profil de la tête à la fois latéralement et antérieurement. Les protubérances juxta-oculaires sont présentes à des degrés divers chez les mâles mais toujours bien développées chez les femelles. Le vertex entre les sutures pariétales est droit, concave ou légèrement irrégulier. La suture frontale présente une carène médiane. Les ocelles sont présents chez les mâles mais de taille variable, faisant saillie sur les monticules cuticulaires. Ils sont réduits chez les femelles et posés plus à plat sur la surface ou tous les trois positionnés latéralement sur une carène courbe continue. L'ocelle central est orienté vers l'avant et les ocelles latéraux vers l'extérieur, perpendiculairement à l'axe central de la tête ou au plus à quelques degrés de la perpendiculaire. Le front est rétréci entre les sites d'insertion des antennes et déprimé sous l'ocelle central. Une carène transversale est présente sous l'ocelle central, partant des marges latérales sous les sites d'insertion des antennes vers le milieu en une courbe orientée dorsalement. La marge supérieure du clypéus est convexe et la marge inférieure est droite, concave ou convexe. La tête présente une crête transversale médiane. Les marges latérales sont effilées et plus larges à la marge supérieure. Le labrum présente une sculpture minimale et une terminaison arrondie. Les antennes sont filiformes avec de rares soies, pâles ou foncées ou une combinaison des deux, jamais rayées. Des marques noires plus ou moins marquées sont présentes sur la face antérieure pouvant inclure une bande transversale ou des taches sur la partie inférieure du front. Des marques sont également présentes autour des ocelles et du vertex, ainsi que sur le clypéus, le labrum et les mandibules. Les palpes sont généralement pâles avec ou sans terminaison foncée.

#### Le pronotum
La forme du pronotum varie d'allongée (avec un rapport largeur sur longueur d'environ 0,3) à trapu (avec un rapport largeur sur longueur d'environ 0,5) avec un renflement supra-coxal bien défini. La surface dorsale est généralement lisse ou arbore tout au plus des tubercules dispersés, en particulier dans la moitié postérieure. La prozone présente des marges latérales parallèles s'effilant vers l'avant ou rarement convexes. La métazone présente des marges latérales parallèles, concaves ou s'effilant vers l'arrière. La surface dorsale présente souvent des renflements symétriques latéraux au milieu qui peuvent repousser les marges latérales vers l'extérieur. La coloration est très variable avec des marques pâles et noires. Le sillon supra-coxal est fortement défini. Le bord postérieur est droit ou médialement émarginé.

#### Les pattes prothoraciques (antérieures)

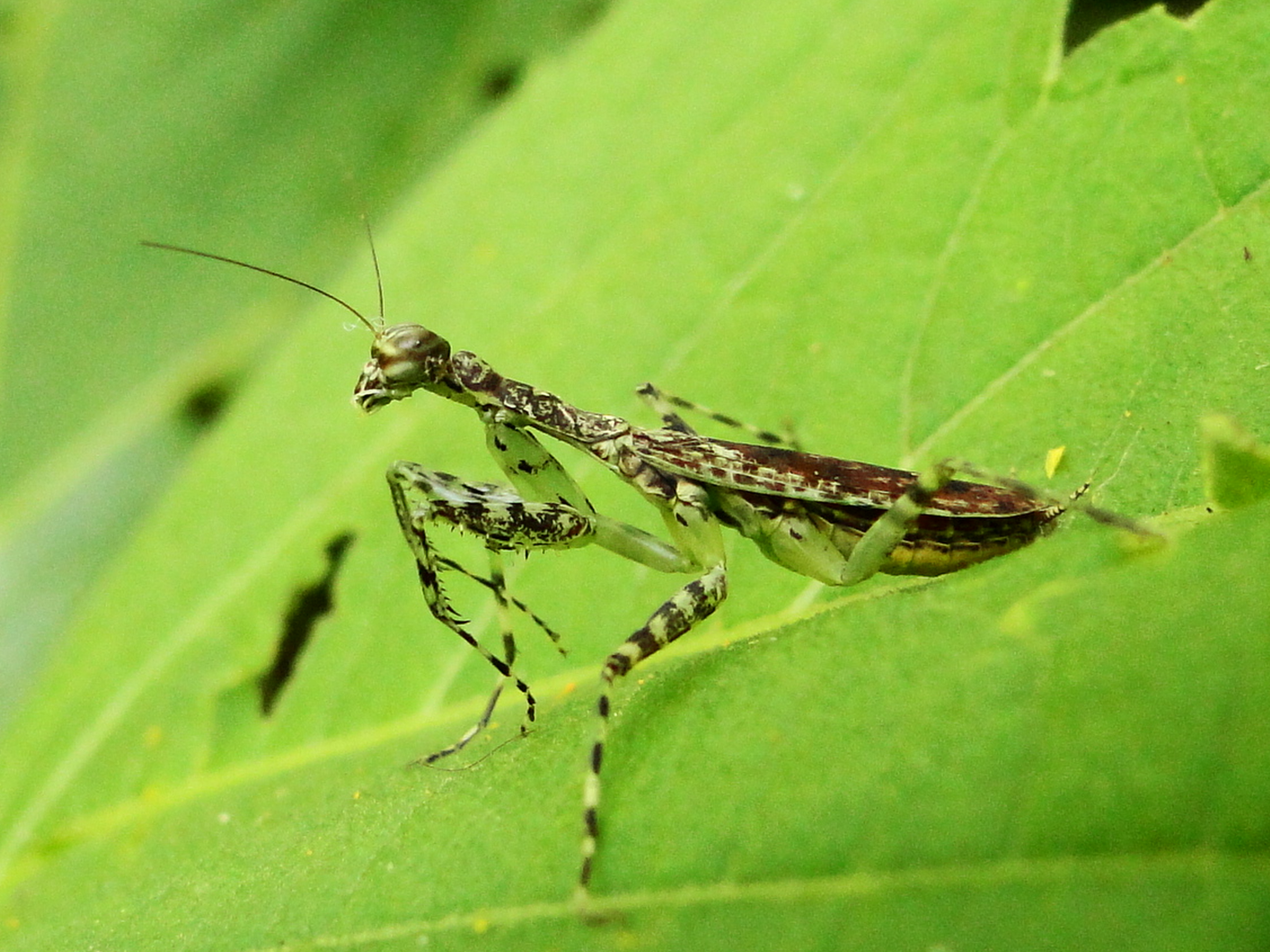

Les épines fémorales du mâle et de la femelle sont au nombre de 12 à 17 antéro-ventrales, 4 postéro-ventrales et 4 discoïdales. Le fémur est robuste avec un bord dorsal droit ou concave. Ses épines antéro-ventrales et postéro-ventrales (respectivement internes et externes) sont bien développées. Il arbore une ligne de petits tubercules s'étendant au milieu des épines postéro-ventrales. Une carène continue part de l'extrémité distale du fémur le long de la marge dorsale jusqu'à la base, contourne la surface externe de l'extrémité proximale et longe la marge ventrale à la base des épines postéro-ventrales. Une bande pâle à sombre est présente sur la face postérieure (externe) du fémur et sa face antérieure (interne) est pâle avec des motifs variables de marques noires. La face postérieure du fémur est lisse ou présente peu de tubercules. La fosse fémorale est bien développée pour accueillir l'épine tibiale postéro-ventrale terminale, placée en position médiane par rapport aux deux épines postéro-ventrales proximales. La fosse est de couleur noire, brune ou pâle. Les épines tibiales prothoraciques du mâle et de la femelle sont robuste et au nombre de 7 à 11 antéro-ventrales et 7 postéro-ventrales. La première des épines postéro-ventrales est plus petite, la deuxième et/ou la troisième sont plus longue et la troisième ou la quatrième jusqu'à la sixième sont de longueur similaire. Les épines antéro-ventrales sont plus longues à l'extrémité distale et se raccourcissent proximalement, mais les septième et huitième épines à partir de l'épine terminale distale sont plus longues que les épines adjacentes. Le tarse est normal pour les Mantodea mais arbore des bandes de couleur pâle et foncée. Les coxae prothoraciques sont lisses et ne présentent pas ou peu de tubercules ou de soies le long de la marge dorsale. Elles portent sur les faces antérieure, postérieure et ventrale des marques noires qui varient d'une espèce à l'autre.

#### Les pattes méso- et méta-thoraciques (médianes et postérieures)

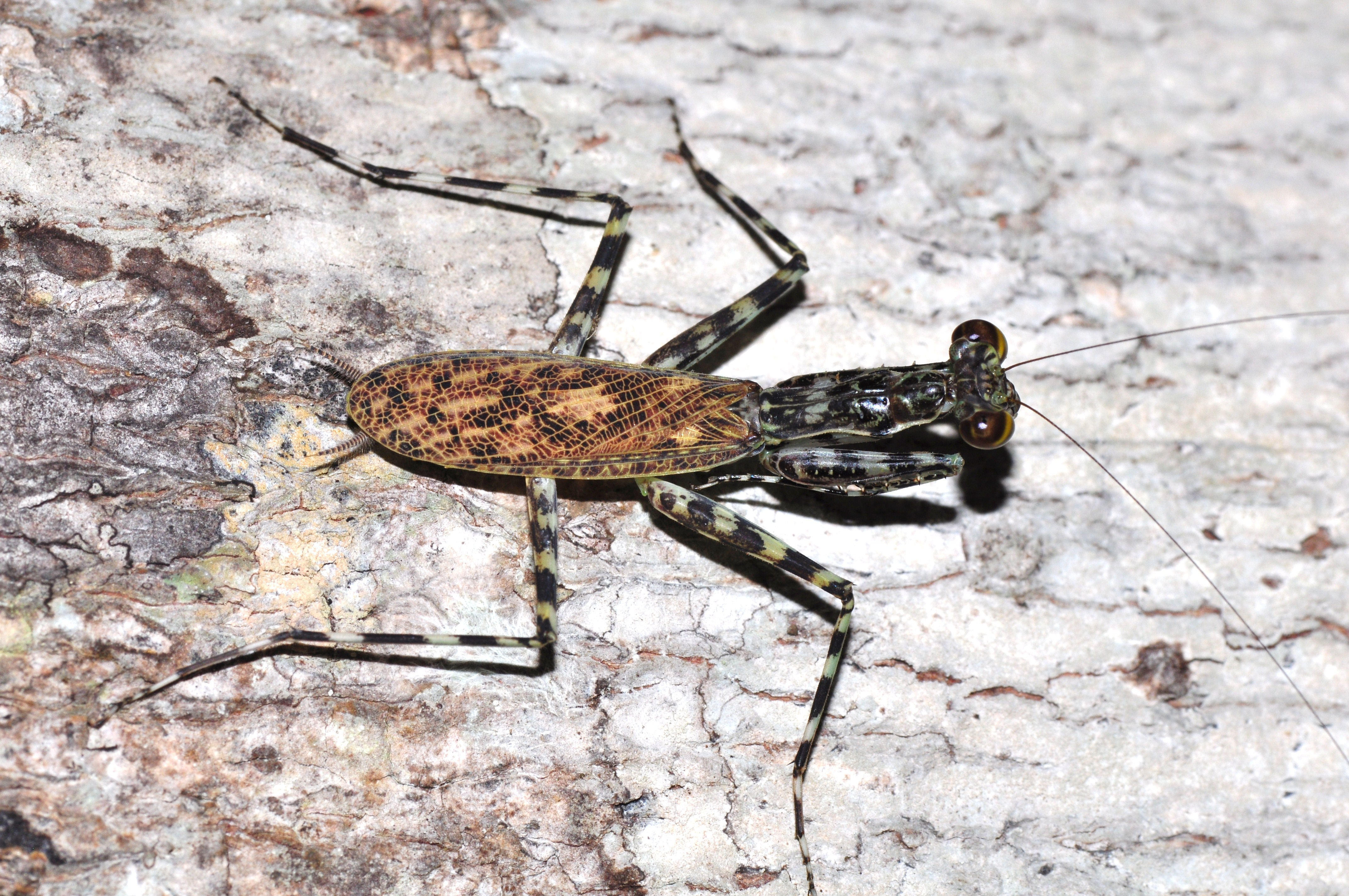

Les pattes méso- et méta-thoraciques sont longues et minces avec des bandes pâles à foncées sur le fémur et le tibia. La surface dorsale des fémurs est lisse. Les fémurs présentent une carène ventrale (postérieure) plus prononcée chez certaines espèces que chez d'autres. La carène dorsale (antérieure) est visible chez certaines espèces (comme celles du groupe Cayennensis en particulier). Le tibia est long et arrondi avec des éperons terminaux bien développés. Les tarses méso-thoraciques présentent un premier segment plus court, égal ou plus long que les autres segments combinés. Les tarses méta-thoraciques présentent un premier segment toujours au moins légèrement plus long que les autres segments combinés, mais il peut être beaucoup plus long.

#### Les ailes
Les ailes sont développées chez les mâles et les femelles. L'aile antérieure est tachetée de brun, de noir, de blanc et de vert. La région costale est étroite par rapport à la longueur de l'aile, la largeur se situant entre 2 et 5 % de la longueur, souvent avec des bandes irrégulières claires à foncées. Les nervures sont souvent marquées par des sections irrégulières de couleur pâle. Chez de nombreuses espèces, les ailes antérieures peuvent être colorées de manière asymétrique, l'une étant tachetée comme décrit ci-dessus tandis que l'autre est soit rouille foncée soit noircie avec le motif tacheté encore légèrement visible (l'aile la plus foncée est généralement repliée sous l'aile tachetée). Les ailes postérieures sont hyalines, fumeuses et opaques, et/ou avec une coloration rouille, jaune ou orange. L'extrémité de la région discoïdale dépasse le profil de la marge distale de la région anale ou se trouve à l'intérieur de celui-ci.

#### L'abdomen
L'abdomen des mâles et des femelles présente des degrés variables d'élargissement progressif du premier segment jusqu'au début du tiers distal (segments 5 à 7) où les marges latérales se rétrécissent jusqu'à la terminaison, le tiers central étant la région la plus large. Quelques espèces élancées présentent un très léger élargissement avec des marges presque parallèles avant un rétrécissement abrupt tel que décrit ci-dessus. Quelques espèces ont des projections tergales postéro-latérales pointues dans la moitié distale de l'abdomen des mâles et/ou des femelles, mais d'autres espèces ont des tergites non modifiés. Les cerques sont cylindriques, longs et sétosés, et se rétrécissent en pointe. La plaque supra-anale est longue ou transversale, toujours avec une terminaison plus ou moins arrondie. La plaque sous-génitale du mâle présente une terminaison arrondie, légèrement irrégulière et sans stylets.

#### Complexe génital mâle
L'extrémité distale du corps principal du sclérite ventral gauche est soit lisse et arrondie, soit avec un processus distal de taille et de forme variables. L'apophyse phalloïde du corps principal du sclérite dorsal gauche est bien sclérifié avec une terminaison très variable. Le processus apical est cylindrique et incurvé, et se termine par une extrémité arrondie ou émoussée. Le phallomère dorsal droit du premier sclérite du phallomère droit se rétrécit jusqu'à une extrémité arrondie et est principalement membraneux avec des soies dispersées de robustesse variable. La plaque ventrale est fortement sclérifiée avec des rainures fortement définies ou des rainures légères ou lisses. Le processus ventral est fortement sclérifié et incurvé et/ou se rétrécit distalement.

## Systématique
Le genre Liturgusa a été décrit sous le nom originel Liturgousa par l'entomologiste suisse Henri de Saussure en 1869,. Deux orthographes du nom du genre sont présentes dans la littérature. La première est Liturgousa, établie par Henri de Saussure en 1869 pour inclure deux espèces, Mantis annulipes Audinet-Serville, 1838 et sa nouvelle description Liturgousa cayennensis Saussure, 1869. La seconde est Liturgusa, introduite par Carl Stål en 1877 tout en attribuant le nom à l'auteur original, Saussure 1869. Le nom est dérivé du grec Liturgus (avec pour forme féminine Liturga), qui signifie « célébrant la liturgie », ce qui indique que l'orthographe originale de Saussure, Liturgousa, pourrait avoir été une erreur. Mais en vertu de l'article 32.5.1 du Code international de nomenclature zoologique, « une translittération ou une latinisation incorrecte, ou l'utilisation d'une voyelle de liaison inappropriée, ne sont pas considérées comme des erreurs d'inadvertance » et n'est donc pas manifestement incorrecte au sens de l'article 32.5 et reste l'orthographe originale correcte au sens de l'article 32.2. L'orthographe ultérieure Liturgusa proposée par Stål semble être une émendation mais puisque cette émendation est appliquée à une orthographe originale correcte et qu'il n'a pas non plus inclus de justification pour son orthographe ultérieure (article 33.2.1), elle est considérée comme une émendation injustifiée en vertu de l'article 33.2.3 du Code.
Selon l'article 33.2.3.1, l'émendation injustifiée (Liturgusa) devient justifiée lorsqu'elle est d'usage courant et qu'elle est attribuée à l'auteur et à la date d'origine. Une note nomenclaturale complète concernant la question de l'orthographe de Liturgusa a établi un tel usage dominant et donc l'émendation injustifiée a été déterminée comme justifiée et est un nom disponible. Le nom de ce genre est donc Liturgusa Saussure, 1869,.
La désignation de l'espèce type du genre à également été l'objet d'une controverse taxonomique. Dès la création du genre Liturgusa par Saussure en 1869, deux espèces, Mantis annulipes Audinet-Serville, 1838 et Liturgusa cayennensis Saussure, 1869, ont été incluses, mais aucune n'a été désignée comme espèce type pour le genre. Aucun type n'a été établi jusqu'à la désignation par William Forsell Kirby en 1904 de Liturgusa cayennensis Saussure, 1869. Cependant, Ermanno Giglio-Tos a, lui, désigné en 1927 Mantis annulipes Audinet Serville, 1838 comme espèce type, un acte qui n'est pas valide selon l'article 69.1.2 du Code de Nomenclature Zoologique qui stipule que la première désignation dans une publication (celle de Kirby en 1904 en l'occurrence) fait foi. Cette divergence de type a été reconnue pour la première fois par James Abram Garfield Rehn en 1935 qui a indiqué en note de bas de page que Giglio-Tos donne à tort annulipes comme génotype et que la désignation de Kirby est la première et, ayant été faite sur l'une des deux espèces incluses à l'origine, doit être suivie. Mais la reconnaissance de Liturgusa cayennensis Saussure, 1869 comme type du genre n'a pas été uniforme dans les travaux taxonomiques.
Liturgusa est le genre type de la famille des Liturgusidae.

### Publication originale
- Henri de Saussure, « Essai d'un Système des Mantides », Mitteilungen der Schweizerischen Entomologischen Gesellschaft, Suisse, vol. 3, no 2,‎ mai 1869, p. 49-73 (ISSN 0036-7575, e-ISSN 2297-539X, lire en ligne, consulté le 28 novembre 2024)

### Liste des espèces
Ce genre contient 24 ou 25 espèces :
- Liturgusa actuosa Rehn, 1951 - [Panama]
- Liturgusa algorei Svenson, 2014[1] - [Pérou, Équateur]
- Liturgusa bororum Svenson, 2014[1] - [Brésil, Pérou]
- Liturgusa cameroni Svenson, 2014[1] - [Guyana, Venezuela]
- Liturgusa cayennensis (Saussure, 1869) - espèce type[1] - [Brésil, Colombie, Équateur, Guyane, Guyana, Guatemala, Mexique, Panama, Surinam, Trinidad & Tobago, Venezuela]
- Liturgusa charpentieri[Note 1] Giglio-Tos, 1927 - [Brésil, Colombie, Costa Rica, Équateur]
- Liturgusa cura Svenson, 2014[1] - [Venezuela]
- Liturgusa cursor Rehn, 1951 - [Costa Rica, Nicaragua, Panama]
- Liturgusa dominica Svenson, 2014[1] - [Dominique, Marie-Galante[9]]
- Liturgusa fossetti Svenson, 2014[1] - [Costa Rica, Panama, Nicaragua]
- Liturgusa guyanensis La Greca, 1939 - [Costa Rica, Panama, Nicaragua]
- Liturgusa kirtlandi Svenson, 2014[1] - [Bolivie]
- Liturgusa krattorum Svenson, 2014[1] - [Colombie, Équateur, Pérou]
- Liturgusa lichenalis Gerstaecker, 1889 - [Colombie, Pérou, Équateur, Venezuela]
- Liturgusa manausensis Svenson, 2014[1] - [Brésil]
- Liturgusa maroni Svenson, 2014[1] - [Guyane]
- Liturgusa maya (Saussure & Zehntner, 1894) - [Brésil, Colombie, Costa Rica, Équateur, Guatemala, Honduras, Mexique, Nicaragua, Panama, Pérou, Surinam, Venezuela]
- Liturgusa milleri Svenson, 2014[1] - [Guyane]
- Liturgusa neblina Svenson, 2014[1] - [Venezuela]
- Liturgusa nubeculosa Gerstaecker, 1889 - [Brésil, Bolivie, Colombie, Équateur, Pérou, Venezuela]
- Liturgusa purus Svenson, 2014[1] - [Brésil]
- Liturgusa stiewei Svenson, 2014[1] - [Colombie]
- Liturgusa tessae Svenson, 2014[1] - [Bolivie, Brésil, Pérou]
- Liturgusa trinidadensis Svenson, 2014[1] - [Trinidad]
- Liturgusa zoae Svenson, 2014[1] - [Guatemala, Honduras, Panama, Belize]

### Note
1. ↑  La recherche approfondie de l'holotype de Liturgusa charpentieri menée dans des collections en Italie n'ayant pas permis de le localiser et la description originale donnée par Giglio-Tos (1927) pour Liturgusa charpentieri correspondant à celle de Liturgusa maya avec une extension de l'aire de répartition identique, certains considèrent Liturgusa charpentieri Giglio-Tos, 1927, comme un synonyme junior de Liturgusa maya Saussure & Zehntner, 1894[1].